# 호바트 헨리

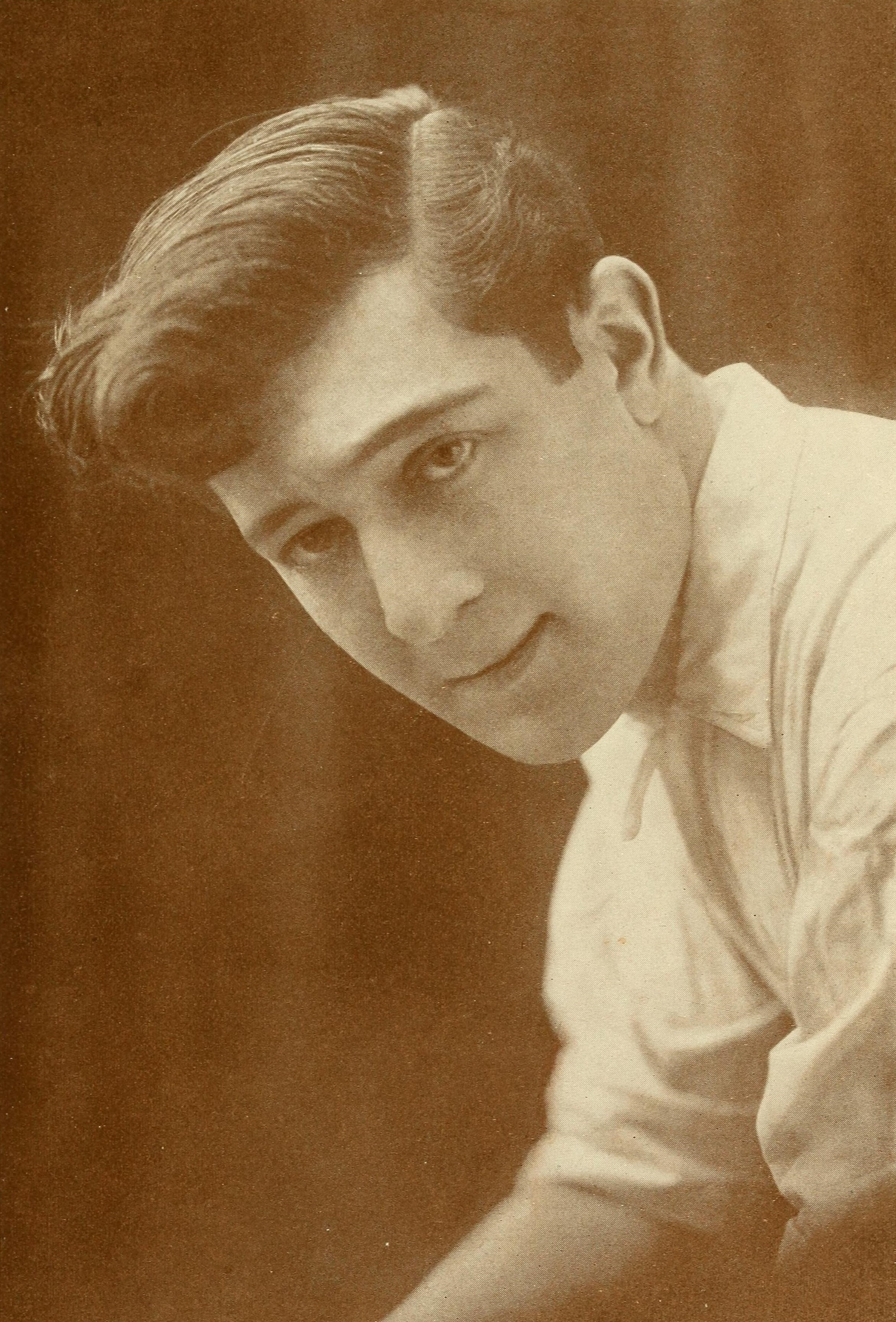

호바트 헨리(Hobart Henley, 1887년 11월 23일 ~ 1964년 5월 22일)는 미국의 영화 감독, 각본가, 배우, 영화배우이다.
루이빌에서 태어났으며 베벌리힐스에서 사망하였다.

## 영화
- 빅 폰드 (1930년)